# Удовиченко Володимир Петрович
Володи́мир Петро́вич Удовиче́нко  (*30 квітня 1950, с. Білогородка Києво-Святошинського району Київської області) — славутицький міський голова. 

## Життєпис
Народився 30 квітня 1950 року в селі Білогородці на Київщині.
Здобув вищу інженерну освіту в Київському автодорожньому інституті.
У березні 1987 року призначений першим заступником голови оргкомітету Київського облвиконкому міста Славутича.
З 1990 року шість разів поспіль обирався на посаду Славутицького міського голови, яку займав до 2015 року.
У 1999 році захистив докторську дисертацію. Доктор економічних наук, професор.
Голова координаційної ради Фонду сприяння місцевому самоврядуванню при Президентові України. Представник України в Конгресі місцевих та регіональних влад Ради Європи, президент Всеукраїнського громадського об'єднання «Клуб мерів», Лауреат у номінації «Міський голова року» загальнонаціональної програми «Людина року — 2001».
Крім того, є автором понад 60 друкованих праць, монографій.
Дійсний член Української муніципальної академії та Української екологічної академії наук. Має три винаходи в галузі будівництва.
Нагороджений багатьма медалями, почесними відзнаками.
Одружений, має сина й доньку.

## Нагороди і відзнаки
- Орден князя Ярослава Мудрого IV ст. (21 лютого 2012) — за вагомий особистий внесок у соціально-економічний та культурно-освітній розвиток Київської області, багаторічну сумлінну працю, високий професіоналізм та з нагоди 80-річчя утворення області[1]
- Орден князя Ярослава Мудрого V ст. (22 червня 2007) — за вагомий особистий внесок у розвиток конституційних засад української державності, багаторічну сумлінну працю, високий професіоналізм та з нагоди Дня Конституції України[2]
- Орден «За заслуги» I ст. (21 лютого 2002) — за вагомий особистий внесок у соціально-економічний та культурний розвиток Київської області, багаторічну сумлінну працю[3]
- Орден «За заслуги» II ст. (5 травня 2000) — за вагомий особистий внесок у соціально економічний розвиток міста Славутича[4]
- Орден «За заслуги» III ст. (5 червня 1997) — за вагомий особистий внесок у соціально-економічний та культурний розвиток міста Славутича Київської області[5]
- Державна премія України в галузі науки і техніки 1999 року — за створення екополісу Славутич як шлях радіаційно-екологічної та соціально-економічної реабілітації територій, забруднених внаслідок Чорнобильської катастрофи, забезпечення безаварійної роботи станції, виведення її з експлуатації та приведення об'єкта «Укриття» в екологічно безпечний стан (у складі колективу)[6]
- Відзнака Президента України — ювілейна медаль «20 років незалежності України» (19 серпня 2011)[7]
- Вища нагорода Верховної Ради України — грамота «За особливі заслуги перед українським народом» (2002 рік);
- Почесна грамота Кабінету Міністрів України (2003 рік);
- Лауреат Міжнародної премії імені В. І. Вернадського за 1997 рік;
- Почесна відзнака МНС України (2000 рік);
- Відзнака Президента України — ювілейна медаль «25 років незалежності України» (2016).[8]